# Mário Carlos
Mário Jorge Costa Carlos (Setúbal, 21 febbraio 1983) è un ex calciatore portoghese, di ruolo centrocampista.

## Carriera

### Club
Ha giocato nella massima serie dei campionati portoghese, rumeno e cipriota.